# Gammalt hjärta blir åter ungt
Gammalt hjärta blir åter ungt är en tysk komedifilm från 1943 i regi av Erich Engel, med manus av Walter Wassermann och Lotte Neumann (under pseudonym CH Diller).

## Handling
Friedrich Wilhelm Hoffmann har ägnat hela sitt liv åt sin karriär, och nu väntar hans släktingar på arvet. Han uppsöks av en ung kvinna som påstår sig vara hans barnbarn och drar sig då till minnes en kort kärleksaffär han hade som ung som hans far tvingade honom att avsluta.

## Rollista
- Emil Jannings - Friedrich Wilhelm Hoffmann
- Maria Landrock - Brigitte Lüders
- Viktor de Kowa - Dr. Paul Dehnhardt
- Will Dohm - Heinrich Hoffmann
- Elisabeth Flickenschildt - Jenny Hoffmann
- Harald Paulsen - Richard Lorenz
- Roma Bahn - Irene Lorenz
- Margit Symo - Ilona
- Paul Hubschmid - Willibald Mack
- Paul Henckels - Flinth
- Max Gülstorff - Professor Tiburtius
- Ilse Petri - Lotte
- Lucie Höflich - frau Blume
- Hans Junkermann - Windel